# Jenny Schack (Politikerin, 1981)
Jenny Schack (* 1981 in Leinefelde als Jenny Kramer) ist eine deutsche Politikerin der CSU und Journalistin. Seit 2023 ist sie Abgeordnete im Bayerischen Landtag.

## Leben
Schack wurde 1981 als Jenny Kramer in Leinefelde im Eichsfeld in Thüringen geboren. Als Jugendliche verbrachte sie 1997/98 ein Austauschjahr in Pittsburgh in den USA. Nach dem Abitur 2002 studierte sie Journalistik an der Katholischen Universität Eichstätt-Ingolstadt, 2007 legte sie ihr Diplom ab. Während und nach dem Studium arbeitete sie als freie Journalistin für verschiedene Medien. Ab 2009 baute sie das Regionalstudio Günzburg und Neu-Ulm des Bayerischen Rundfunks auf und leitete es bis 2020.
Von 2020 bis 2022 war sie Pressesprecherin von Landrat Hans Reichhart im Landratsamt Günzburg. Dieser schlug die zu der Zeit noch parteilose Schack als Nachfolgerin des Landtagsabgeordneten Alfred Sauter vor, um nach der Maskenaffäre einen Neuanfang der CSU zu demonstrieren. 2022 trat Schack in die CSU und die Frauen-Union ein.
Bei der Landtagswahl am 8. Oktober 2023 kandidierte sie im Stimmkreis Günzburg und erhielt mit 35,6 % das beste Erststimmenergebnis, womit sie in den Landtag gewählt wurde, dem sie seit dem 30. Oktober 2023 angehört.
Im Bayerischen Landtag ist Schack Mitglied in den Ausschüssen für Fragen des öffentlichen Dienstes sowie für Wirtschaft, Landesentwicklung, Energie, Medien und Digitalisierung.
Schack ist katholisch, verheiratet und hat zwei Kinder.